# Teresina Airport
Teresina Airport är en flygplats i Brasilien.   Den ligger i kommunen Teresina och delstaten Piauí, i den östra delen av landet, 1 300 km norr om huvudstaden Brasília. Teresina Airport ligger 66 meter över havet.
Terrängen runt Teresina Airport är platt. Runt Teresina Airport är det tätbefolkat, med 442 invånare per kvadratkilometer.. Närmaste större samhälle är Teresina, 4,0 km sydost om Teresina Airport. 
Runt Teresina Airport är det i huvudsak tätbebyggt.